# 글로리아 스튜어트
글로리아 프랜시스 스튜어트(영어: Gloria Frances Stuart, 본명 Gloria Stewart, 1910년 7월 4일 ~ 2010년 9월 26일)는 미국의 배우, 시각 예술가이다. 70년간 할리우드에서 활동하였으며 1997년 영화 《타이타닉》에서 100세 노년의 로즈를 연기한 것으로 잘 알려져 있다. 그녀는 이 영화로 아카데미 상, 골든 글러브 상 등에서 여우조연상에 노미네이트되었다. 2010년 9월 26일, 100세 생일을 지낸지 얼마 되지 않아 폐암으로 사망하였다.

## 출연 작품
- 올드 다크 하우스 (1932)
- 투명 인간 (1933)
- 푸어 리틀 리치 걸 (1936)
- 써니브룩 농장의 레베카 (1938)
- 삼총사 (1939)
- 아름다운 날들 (1982)
- 꾸러기팀 (1986)
- 타이타닉 (1997)
- 랜드 오브 플렌티 (2004)